# Конгола
Конгола — поселення на території смуги Капріві (Намібія) та столиця Конгольського виборчого округу в регіоні Замбезі. Поселення ро національній дорозі B8 (Отаві - Катіма Муліло). У Конголі є автозаправна станція та оптовик. Хоча село розташоване на національній лінії електропередачі, воно ще не підключене до неї. У Конголі також немає доступу до безпечної води. 